# Stephanopis rhomboidalis
Stephanopis rhomboidalis là một loài nhện trong họ Thomisidae.
Loài này thuộc chi Stephanopis. Stephanopis rhomboidalis được Eugène Simon miêu tả năm 1886.